# Saint Kitts en Nevis op de Olympische Zomerspelen 1996
Saint Kitts en Nevis nam deel aan de Olympische Zomerspelen 1996 in Atlanta, Verenigde Staten. Het was de eerste deelname van het land aan de Spelen.

## Deelnemers en resultaten
(m) = mannen, (v) = vrouwen 

### Atletiek
| Olympiër                                                     | Discipline | Resultaat | Prestatie                                         |
| ------------------------------------------------------------ | ---------- | --------- | ------------------------------------------------- |
| Kim Collins                                                  | 100m (m)   | 27e       | serie 3: 3de in 10,27 kwartfinale 4: 5de in 10,34 |
| Kim Collins Bertram Haynes Ricardo Liddie Alain Maxime Isiah | 4x100m (m) | 23e       | serie 2: 4de in 40,12                             |
|                                                              |            |           |                                                   |
| Diane Francis                                                | 400m (v)   | 27e       | serie 5: 5de in 52,48 kwartfinale 3: 7de in 52,24 |
| Valma Bass Elricia Francis Bernice Morton Bernadeth Prentice | 4x100m (v) | 23e       | serie 3: niet gefinisht                           |
| Valma Bass Diane Francis Bernadeth Prentice Tamara Wigley    | 4x400m (v) | 23e       | serie 2: 7de in 3.35,12 (NR)                      |

Afghanistan · Albanië · Algerije · Amerikaanse Maagdeneilanden · Amerikaans-Samoa · Andorra · Angola · Antigua‑Barbuda · Argentinië · Armenië · Aruba · Australië · Azerbeidzjan · Bahama's · Bahrein · Bangladesh · Barbados · België · Belize · Benin · Bermuda · Bhutan · Bolivia · Bosnië en Herzegovina · Botswana · Brazilië · Britse Maagdeneilanden · Brunei · Bulgarije · Burkina Faso · Burundi · Cambodja · Canada · Centraal-Afrikaanse Republiek · Chili · China · Chinees Taipei · Colombia · Comoren · Congo-Brazzaville · Cookeilanden · Costa Rica · Cuba · Cyprus · Denemarken · Djibouti · Dominica · Dominicaanse Republiek · Duitsland · Ecuador · Egypte · El Salvador · Equatoriaal-Guinea · Estland · Ethiopië · Fiji · Filipijnen · Finland · Frankrijk · Gabon · Gambia · Georgië · Ghana · Grenada · Griekenland · Groot-Brittannië · Guam · Guatemala · Guinee · Guinee-Bissau · Guyana · Haïti · Honduras · Hongarije · Hongkong · Ierland · IJsland · India · Indonesië · Irak · Iran · Israël · Italië · Ivoorkust · Jamaica · Japan · Jemen · Joegoslavië · Jordanië · Kaaimaneilanden · Kaapverdië · Kameroen · Kazachstan · Kenia · Kirgizië · Koeweit · Kroatië · Laos · Lesotho · Letland · Libanon · Liberia · Libië · Liechtenstein · Litouwen · Luxemburg ·  Macedonië · Madagaskar · Malawi · Malediven · Maleisië · Mali · Malta · Marokko · Mauritanië · Mauritius · Mexico · Moldavië · Monaco · Mongolië · Mozambique · Myanmar · Namibië · Nauru · Nederland · Nederlandse Antillen · Nepal · Nicaragua · Nieuw-Zeeland · Niger · Nigeria · Noord-Korea · Noorwegen · Oeganda · Oekraïne · Oezbekistan · Oman · Oostenrijk · Pakistan · Palestina · Panama · Papoea-Nieuw-Guinea · Paraguay · Peru · Polen · Portugal · Puerto Rico · Qatar · Roemenië · Rusland · Rwanda · Saint Kitts en Nevis · Saint Lucia · Saint Vincent en Grenadines · Salomonseilanden · Samoa · San Marino · Sao Tomé en Principe · Saoedi-Arabië · Senegal · Seychellen · Sierra Leone · Singapore · Slovenië · Slowakije · Soedan · Somalië · Spanje · Sri Lanka · Suriname · Swaziland · Syrië · Tadzjikistan · Tanzania · Thailand · Togo · Tonga · Trinidad en Tobago · Tsjaad · Tsjechië · Tunesië · Turkije · Turkmenistan · Uruguay · Vanuatu · Venezuela · Verenigde Arabische Emiraten · Verenigde Staten · Vietnam · Wit-Rusland · Zaïre · Zambia · Zimbabwe · Zuid-Afrika · Zuid-Korea · Zweden · Zwitserland